# Sputnikmusic
Sputnikmusic (Спу́тникмью́зик), или проще Sputnik (Спу́тник) — музыкальный интернет-сайт, предоставляющий посетителям профессиональные статьи и обзоры музыкальных журналистов и критиков, а также музыкальные новости, в то же время дающий возможности, обычно характерные для сайтов с вики-стилем. Формат сайта необычен, так как он даёт возможность как профессионалам, так и обычным посетителям создавать контент сайта, в отличие от таких сайтов похожей направленности, как Pitchfork Media и Tiny Mix Tapes. Также сайт позволяет собирать и отображать в вики-стиле базу метаданных (англ. metadata database) образом, сравнимым с похожими сайтами, например, Rate Your Music и IMDB.

## История сайта
Sputnikmusic первоначально был создан Джереми Ферверда (Jeremy Ferwerda) как ответвление от сайта гитарных табулатур Mxtabs, в который также входил форум музыкантов MusicianForums; обзоры и рецензии, существовавшие на сайте в день запуска, были импортированы из подфорума «CD Reviews». В этот момент сайт был просто набором любительского, непрофессионального контента; стоит также отметить, что благодаря его связи с MXTabs содержимое его фокусировалось в этот момент в первую очередь на гитарной музыке, особенно на метале и роке.
В июне 2006 года, после претензий от американской Ассоциации Музыкальных Издателей (MPA) относительно незаконно размещаемых табулатур (англ. music tabs), сайт MXTabs был закрыт, а позднее влился в нотный сайт MusicNotes.
В это время Sputnikmusic начал своё самостоятельное существование, переименовав MusicianForums в SputnikMusic Forums.
Начиная с этого момента основная деятельность Sputnik переориентировалась на создание профессионального контента, был добавлен раздел новостей, для авторов обзоров была внедрена система стратификации (буквально «расслаивание»; англ. stratification system). Как часть этой модификации работы сайта, в его функциональность были добавлены ещё несколько возможностей для штатных авторов сайта — включая обзоры концертов, интервью, эксклюзивное проигрывание MP3-файлов, а также подведение итогов по году.
Со временем сайт приобрёл репутацию надёжного источника обзоров и новостей о музыкальных релизах, вошёл в список источников сайта Metacritic и стал использоваться как источник новостей для других сайтов.
Как правило, штатные профессиональные авторы сайта концентрируют своё внимание на новых релизах; однако любой посетитель может поместить на сайте свою собственную рецензию на любой официально выпущенный релиз. На сайте поддерживаются все жанры музыки, отдельные подразделы посвящены музыке в стилях метал, панк-рок, инди, рок, хип-хоп и поп-музыка; в разделе «Прочее» (англ. Other) помещается контент по жанрам электронная музыка, джаз, регги, трип-хоп, классическая музыка, саундтреки и проч.
Взгляд штатных авторов сайта часто обращается к исполнителям, не входящим в мейнстрим, с симпатией, например, к Burial, Kidcrash, Cynic, Kayo Dot, Off Minor и The Tallest Man on Earth, чьи релизы становились «по выбору профессионалов» (англ. staff-voted Best of) лучшими в 2006, 2007, 2008 и 2010 годах.

## Разделение обозревателей на «страты»
На сайте Sputnikmusic принята система Reviewer stratification, делящая авторов публикуемых на сайте материалов на 4 класса («страты», «слоя»), разграничивающая, в какой степени тексты данного автора должны рассматриваться в качестве профессиональных, заслуживающих доверия.
- Staff Writers (штатные обозреватели) — авторы, размещающие на сайте обзоры профессионального качества, а также статьи в дополнение к обзорам.
- Contributing Reviewers (обозреватели, вносящие вклад) — их обзоры и оценки не могут считаться полностью профессиональными, включаться в данные, учитываемые или размещаемые, например, в Metacritic или Википедии, однако эти авторы имеют репутацию создающих контент достаточно высокого качества.
- Emeritus (эмерит) — статус, присваиваемый бывшим штатным обозревателям, которые больше не работают на постоянной основе на сайте. Обзоры этих авторов также могут считаться профессиональными.
- Users (пользователи) — включает всех авторов, кому ещё не присвоен один из вышеперечисленных статусов. Несмотря на это, они также могут способствовать работе сайта, размещая новые отзывы, данные о музыкантах и группах, данные о релизах, редактировать уже существующие данные, просматривать журналы и списки.

## Система рейтингов
На Sputnikmusic работает простая пятибалльная система рейтингов от 1 до 5 с градацией в 0,1 балла для штатных обозревателей и 0,5 балла для остальных пользователей. Как подсказка для новых обозревателей, каждому из значений рейтинга соответствует слово, от «Awful» (ужасно) для значения 1.0 до «Classic» (классика) для значения 5.0.
Кроме показа рейтинга, присвоенного альбому обозревателем, написавшим обзор, также на странице с обзором показываются рейтинги, присвоенные данному альбому другими обозревателями, и среднее арифметическое значение рейтингов, присвоенных всеми пользователями. При достаточном количестве пользователей, присвоивших рейтинг альбому, на столбиковой диаграмме (англ. bar chart) также показывается, сколько голосов отдано за каждое значение рейтинга.